# Мария, герцогиня Глостерская и Эдинбургская (1736—1807)
Мария, герцогиня Глостерская и Эдинбургская (урожд. Мария Уолпол; 10 июля 1736, Виндзор, Беркшир — 22 августа 1807, Лондон) — графиня Уолдгрейв в 1759—1766 годах в браке с Джеймсом Уолдгрейвом, 2-м графом Уолдгрейв; герцогиня Глостерская и Эдинбургская с 1766 года в браке с Уильямом Генри, герцогом Глостерским и Эдинбургским.

## Биография
Дочь Эдварда Уолпола и Дороти Клемент. Её дед Роберт Уолпол считается первым премьер-министром Великобритании. Она выросла в Фрогмор-хаус в Виндзоре, но её родители не были женаты, и факт её незаконного рождения мешал Марии занять соответствующее положение в обществе, несмотря на семейные связи.

### Графиня Уолдгрейв
15 мая 1759 года Мария вышла замуж за Джеймса Уолдгрейв, 2-го графа Уолдгрейв (1715—1763). У них было трое детей:
- леди Элизабет Уолдгрейв[англ.] (1760—1816), вышла замуж за своего двоюродного брата со стороны отца 4-го графа Уолдгрейв; пятеро детей.
- леди Шарлотта Уолдгрейв[англ.] (1761—1808), вышла замуж за будущего 4-го герцога Графтон; десять детей.
- леди Энн Уолдгрейв (1762—1801), вышла замуж за лорда Хью Сеймура[англ.], сына 1-го маркиза Хертфорда; семеро детей. Их правнуком был Чарльз Спенсер, 6-й граф Спенсер, который в свою очередь был прадедом Дианы, принцессы Уэльской.

Граф Уолдгрейв скончался 28 апреля 1763 года. Есть портрет Марии, написанный сэром Джошуа Рейнольдсом в 1764—1765, вскоре после того, как она овдовела; он выставлен в Публичной художественной галерее Данидина. В 1780 году Мария поручила ему нарисовать «Леди Уолдгрейв», групповой портрет трёх её дочерей от графа.

### Герцогиня Глостерская
6 сентября 1766 года Мария вышла замуж за принца Уильяма Генри, герцога Глостерского и Эдинбургского, в своём доме на Пэлл-Мэлл в Лондоне. Герцог был братом короля Георга III. Брак был заключён в тайне, поскольку британская королевская семья не одобрила бы брак между принцем и вдовой не королевской крови, к тому же незаконнорождённой. Они жили на Сент-Леонард-Хилле в Клюэре, недалеко от Виндзора. У них было трое детей:
- принцесса София Глостерская (1773—1844)
- принцесса Каролина Глостерская[англ.] (1774—1775), умерла в возрасте девяти месяцев после прививки от оспы[3].
- принц Уильям Фредерик, герцог Глостерский и Эдинбургский (1776—1834)

Женитьба другого брата принца, герцога Камберлендского, на простолюдинке, привела к принятию Акта о королевских браках 1772 года, который требовал, чтобы все потомки Георга II добивались одобрения суверена до вступления в брак. Только в сентябре 1772 года, через пять месяцев после принятия Акта, король узнал о браке принца Уильяма с Марией. Поскольку положения Акта не могли применяться задним числом, брак Марии и герцога считался действительным. Однако гнев короля не позволил супругам появляться при дворе.

## Галерея
- Мария и её дочь Элизабет кисти сэра Джошуа Рейнольдса (1761 год)
- Леди Уолдгрейв кисти сэра Джошуа Рейнольдса (слева направо: Шарлотта, Элизабет и Энн)
- Мария (в трауре) кисти Гейнсборо

## Титулы и обращения
- 10 июля 1736 — 15 мая 1759: Мария Уолпол
- 15 мая 1759 — 28 апреля 1763: Достопочтенная графиня Уолдгрейв
- 28 апреля 1763 — 6 сентября 1766: Достопочтенная вдовствующая графиня Уолдгрейв
- 6 сентября 1766 — 25 августа 1805. Её Королевское Высочество герцогиня Глостерская и Эдинбургская
- 25 августа 1805 — 22 августа 1807: Её Королевское Высочество вдовствующая герцогиня Глостерская и Эдинбургская